# Fahrkarte nach Marseille
Fahrkarte nach Marseille (Originaltitel: Passage to Marseille) ist ein US-amerikanischer Abenteuerfilm von Michael Curtiz aus dem Jahr 1944 mit Humphrey Bogart in der Hauptrolle. Als literarische Vorlage diente der Roman Men Without Country von Charles Nordhoff und James Norman Hall.

## Handlung
Capt. Freycinet, der Leiter eines in England stationierten französischen Bombergeschwaders, erzählt dem Kriegskorrespondenten Manning die Geschichte des Bordschützen Jean Matrac:
Als der Zweite Weltkrieg ausbricht, soll Freycinet aus Südostasien auf dem Frachter Ville de Nancy nach Frankreich zurückkehren. An Bord befindet sich auch der französische Major Duval. Nachdem sie den Panamakanal passiert haben, stoßen sie auf ein Boot mit fünf ausgezehrten Männern. Diese behaupten, einfache Bergleute zu sein, die von Venezuela nach Frankreich unterwegs seien. Duval ist jedoch überzeugt, dass die Männer von der Teufelsinsel, einer Strafkolonie, geflohen sind. Der Kapitän der Ville de Nancy, Patain Malo, will sie entgegen Duvals Warnungen jedoch nicht fesseln und sie stattdessen auf seinem Schiff anheuern lassen. Später gibt einer der Männer namens Renault gegenüber Freycinet zu, dass sie tatsächlich von der Teufelsinsel geflohen seien. Er selbst sei als Deserteur auf der Insel gelandet, zwei der anderen, Garou und Petit, wurden für Mord und Totschlag in die Strafkolonie verbannt, ein weiterer namens Marius sei ein Dieb. Ihr Anführer Matrac sei hingegen ein politischer Häftling gewesen. Aufgrund der schrecklichen Bedingungen auf der Insel planten sie die Flucht.
Wie sich herausstellt, war Matrac bis 1938 als Journalist in Frankreich tätig. Als Patriot und Antifaschist hatte er die Vichy-Regierung in seiner Zeitung kritisiert, worauf diese unverzüglich eingestellt wurde. Mit einer Frau namens Paula floh er in eine ländliche Gegend. Sie heirateten, doch ihr Glück währte nur kurz. Matrac wurde fälschlicherweise des Mordes an einem Reporter beschuldigt und schließlich auf die Teufelsinsel gebracht.
Vor ihrer Flucht von der Insel schworen sich Matrac, Renault und die drei anderen Männer, dass sie für Frankreich kämpfen würden, sollte ihre Flucht erfolgreich sein. Freycinet will ihnen nun dabei helfen. Die Ville de Nancy sollte eigentlich Marseille ansteuern. Da Kapitän Malo fürchtet, seine Fracht könne dort den Deutschen in die Hände fallen, willigt er ein, den Kurs zu wechseln und in einem englischen Hafen anzulegen. Major Duval und einige andere Vichy-Anhänger wollen dies jedoch verhindern. Sie versuchen, das Schiff zu übernehmen, können dann aber von den Matrosen und Matracs Männern überwältigt werden. Über Funk kann einer von Duvals Männern ihre Position den Deutschen durchgeben, worauf der Frachter von einem deutschen Flugzeug angegriffen wird. Mehrere Männer kommen an Bord ums Leben, ehe es Matrac gelingt, das Flugzeug abzuschießen. Die deutschen Piloten haben den Absturz überlebt und versuchen auf die Tragflächen ihres im Meer treibenden Flugzeugs zu klettern, doch Matrac schießt sie erbarmungslos ab.
Nachdem die Ville de Nancy in England vor Anker gegangen ist, erfährt Matrac, dass er mit Paula einen Sohn hat. Als Bordschütze in Freycinets Bombergeschwader versucht er fortan so oft wie möglich über Paulas Haus in Frankreich zu fliegen und Briefe an sie abzuwerfen. Eines Nachts wird sein Flugzeug von den Deutschen schwer getroffen. Er stirbt mit einem Brief an seinen Sohn in der Hand, dessen patriotische Botschaft Freycinet auf seiner Beerdigung vorträgt.

## Hintergrund
Nach dem großen Erfolg von Casablanca (1942) ließ Warner Brothers von Regisseur Michael Curtiz diesen ebenfalls während des Zweiten Weltkriegs spielenden Film inszenieren, für den mit Humphrey Bogart, Claude Rains, Sydney Greenstreet, Peter Lorre und Helmut Dantine fünf Darsteller aus Casablanca erneut gemeinsam vor der Kamera standen. Die Rechte an der Romanvorlage Men Without Country von Charles Nordhoff und James Norman Hall, die erstmals in The Atlantic Monthly veröffentlicht worden war, kosteten Warner die seinerzeit hohe Summe von 75.000 Dollar.
Bogart, der den Film unbedingt drehen wollte, um sich erneut als Held dem Publikum präsentieren zu dürfen und die Kriegsmoral in Amerika zu stärken, musste sich zunächst bereit erklären für Warner den Film Konflikt (1945) zu drehen, ehe Studioboss Jack L. Warner ihm die Hauptrolle in Fahrkarte nach Marseille zusicherte. Die Dreharbeiten fanden von Ende Juli bis Anfang November 1943 statt. Gedreht wurde in den Warner Brothers Burbank Studios, wo der gebürtige Deutsche Carl Jules Weyl für die Filmbauten zuständig war, und vor Ort in Victorville, wo einige Außenaufnahmen entstanden.
Fahrkarte nach Marseille wurde am 16. Februar 1944 in New York uraufgeführt. Obwohl die verschachtelte Erzählstruktur der Rückblenden von Kritikern als sehr kompliziert bewertet wurde, erwies sich der Film mit mehr als einer Million Dollar Umsatz als Erfolg an den US-amerikanischen Kinokassen. In Deutschland wurde der Film erstmals im Februar 1977 im Originalton mit Untertiteln gezeigt und erst später synchronisiert.

## Kritiken
Für das Lexikon des internationalen Films war Fahrkarte nach Marseille ein „Actionfilm, dessen technische Brillanz vom austauschbaren Gut-Böse-Schema ablenkt“. Cinema beschrieb den Film als „[i]n komplizierten Rückblenden erzähltes Kriegsdrama um Patriotismus und Verrat“. Es handle sich um einen „Propaganda-Klassiker“, der „knifflig“ und „superb gemacht“ sei. Prisma befand, dass der Film „wirklich spannend und gekonnt inszeniert wie gespielt“ sei.
Bosley Crowther von der New York Times empfand den Film als „hartes und heftiges Melodram“, dessen viele Rückblenden verwirrend seien. Auch wirke die Handlung des Films „fragwürdig“ und „konstruiert“. Michael Curtiz’ Regie sei wiederum „schwerfällig“ und „melodramatisch“. Variety zufolge sei der Film durchweg gut gespielt. Unter den Darstellern rage jedoch Claude Rains heraus. Der Filmkritiker Leonard Maltin meinte rückblickend, dass der Film durch die für Verwirrung sorgenden Rückblenden „ruiniert“ worden sei. Herausgekommen sei zwar „kein schlechter Kriegsfilm“, doch sei dieser „zu wortlastig“ und in Anbetracht der Besetzung „eine Enttäuschung“.

## Deutsche Fassung
| Rolle               | Darsteller         | Synchronsprecher     |
| ------------------- | ------------------ | -------------------- |
| Jean Matrac         | Humphrey Bogart    | Joachim Kemmer       |
| Capt. Freycinet     | Claude Rains       | Fritz von Hardenberg |
| Paula Matrac        | Michèle Morgan     | Madeleine Stolze     |
| Renault             | Philip Dorn        | Frank Engelhardt     |
| Major Duval         | Sydney Greenstreet | Herbert Weicker      |
| Marius              | Peter Lorre        | Wolfgang Müller      |
| Petit               | George Tobias      | Thomas Rau           |
| Garou               | Helmut Dantine     | Frank Muth           |
| Manning             | John Loder         | Michael Schwarzmaier |
| Kapitän Patain Malo | Victor Francen     | Reinhard Glemnitz    |
| Grandpère           | Wladimir Sokoloff  | Osman Ragheb         |
| Chefmechaniker      | Eduardo Ciannelli  | Peter Thom           |